# Emerdata
Emerdata es una empresa especializada en datos creada en agosto de 2017, por muchas de las personas implicadas en Cambridge Analytica. Emerdata se creó el 2017 por el Chief data officer y presidente de SCL Group, la empresa matriz de Cambridge Analytica, que cerró operaciones el 1 de mayo de 2018. Su sede en Londres se encuentra ubicada en el mismo edificio que ocupaba Cambridge Analytica.

## Consejo de administración
Su consejo de administración es:
- Jennifer Mercer, hija de Robert Mercer, el principal inversor de Cambridge Analytica.
- Rebekah Mercer, también hija de Robert Mercer
- Ahmad Al Khatib
- Johnson Chun Shun Ko, director ejecutivo de Frontier. Esta empresa está fundada y dirigida por Erik Prince, antiguo director de Blackwater Worldwide.
- Cheng Peng
- Alexander Bruce Tayler
- Julian David Wheatland

El 28 de marzo de 2018 Alexander Nix, anteriormente CEO de Cambridge Analytica, dimitió como director. Es directivo de otras 8 compañías registradas en la misma dirección.